# Krzycko Wielkie
Krzycko Wielkie is een plaats in het Poolse district  Leszczyński, woiwodschap Groot-Polen. De plaats maakt deel uit van de gemeente Włoszakowice en telt 690 inwoners.

## Verkeer en vervoer
- Station Krzycko Wielkie